# Barbara Becker-Jákli

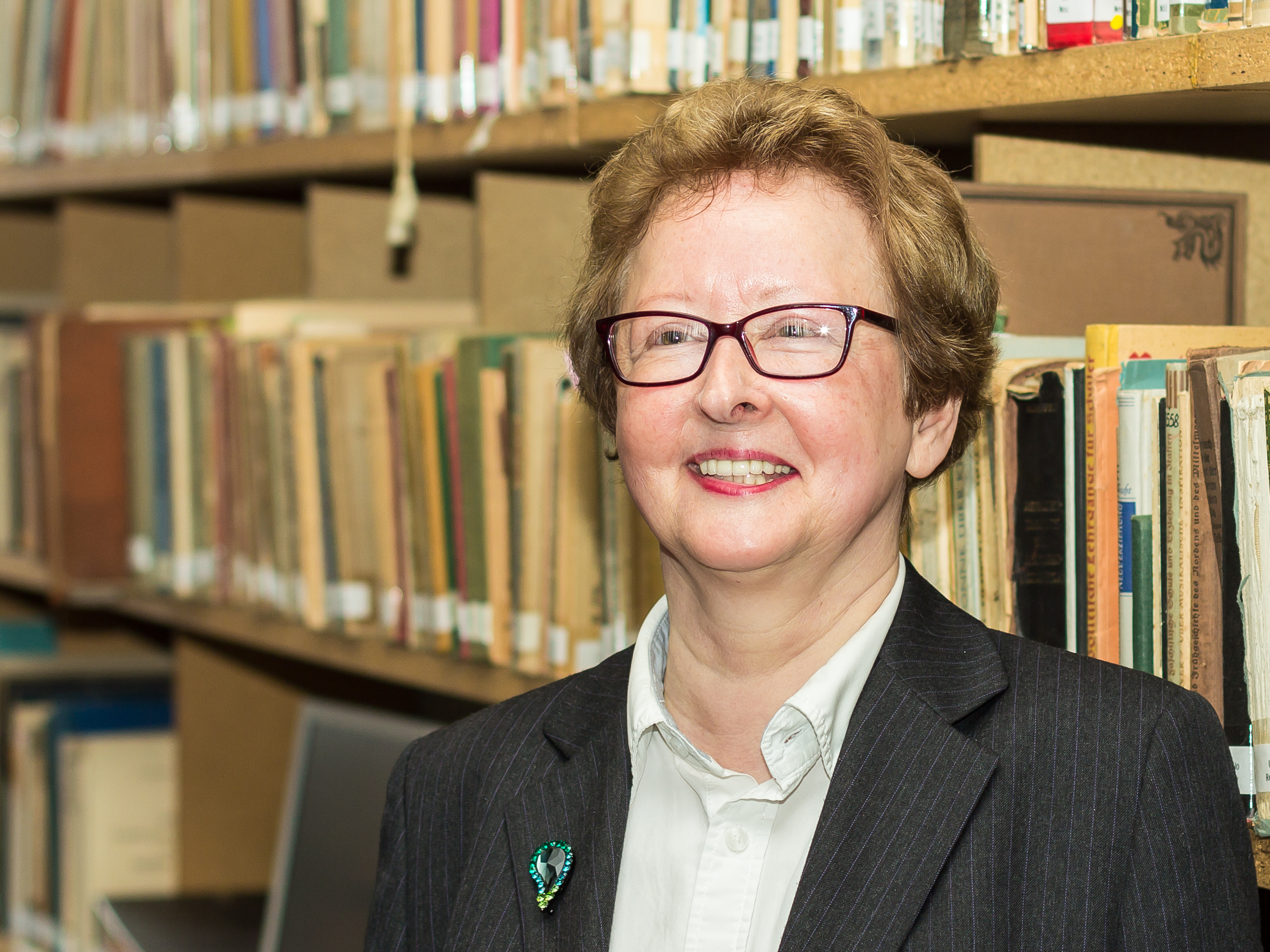
Barbara Becker-Jákli (2016)

Barbara Becker-Jákli (* 1952 in Rosenheim) ist eine deutsche Historikerin und Autorin von Publikationen mit dem Schwerpunkt zu den Themenbereichen Nationalsozialismus und Judenverfolgung in Köln von 1933 bis 1945.

## Leben
Als Tochter eines ungarischen Vaters und einer deutschen Mutter wurde Barbara Becker-Jákli zwar im oberbayrischen Rosenheim geboren, lebt jedoch seit ihrer Kindheit in Köln. Nach dem Besuch eines dortigen Gymnasiums studierte sie an der Universität zu Köln Geschichte, Ethnologie und Philosophie. Im Jahre 1981 legte sie der Philosophischen Fakultät der Universität ihre Dissertation Die Protestanten in Köln vor, die 1983 auch in der Schriftenreihe des Vereins für Rheinische Kirchengeschichte publiziert wurde.
Von 1988 bis zu ihrem Eintritt in den Ruhestand zum 31. Dezember 2017 war Barbara Becker-Jákli als wissenschaftliche Mitarbeiterin des NS-Dokumentationszentrums der Stadt Köln mit der Erforschung der einstigen jüdischen Bevölkerung in Köln und deren Leben befasst. Neben ihren Publikationen zur Geschichte der jüdischen Bevölkerung der Stadt Köln, insbesondere während der Jahre 1933 bis 1945, veröffentlichte sie unter anderem im Jahre 1998 einen mittlerweile in mehreren Auflagen aufgelegten Kriminalroman und edierte das 1825 entstandene handschriftliche Manuskript des damaligen Kölner Stadtphysikus Bernhard Elkendorf „Medizinische Topographie der Stadt Köln“.
Barbara Becker-Jákli ist verheiratet und lebt in Köln.

## Auszeichnungen
- 2016 wurde ihr der Giesberts-Lewin-Preis[1] der Kölnischen Gesellschaft für Christlich-Jüdische Zusammenarbeit zuerkannt, den sie am 24. November 2016 im Käthe Kollwitz Museum erhalten hat.[2]

## Schriften (Auswahl)

### Als Autorin
- Die Protestanten in Köln. Die Entwicklung einer religiösen Minderheit von der Mitte des 18. bis zur Mitte des 19. Jahrhunderts (=Schriftenreihe des Vereins für Rheinische Kirchengeschichte. Band 75), Rheinland Verlag, Köln 1983, ISBN 3-7927-0780-2 (zugleich Dissertation, Universität Köln, 1981.)
- Juden in Brühl (=Schriftenreihe zur Brühler Geschichte. Band 14), Brühl 1988, ISBN 3-926076-22-4.
- „Fürchtet Gott, ehret den König“. Evangelisches Leben im linksrheinischen Köln 1850–1918 (=Schriftenreihe des Vereins für Rheinische Kirchengeschichte. Band 91), Rheinland Verlag, Köln 1988, ISBN 3-7927-1018-8.
- Ich habe Köln doch so geliebt. Lebensgeschichten jüdischer Kölnerinnen und Kölner. (=Veröffentlichungen des NS-Dokumentationszentrums der Stadt Köln in Verbindung mit dem Verein EL-DE-Haus), Volksblatt Verlag, Köln 1993, ISBN 978-3-926949-12-7 (Neuauflage Emons, Köln 1993, ISBN 978-3-924491-73-4 und Köln 2002, ISBN 978-3-89705-233-8)
- Mord im Biedermeier (=Köln-Krimi), Emons Verlag, Köln 1998, ISBN 3-89705-102-8 (btb Verlag Köln 2008, ISBN 978-3-442-73876-2; überarbeitete Neuausgabe: cmz-Verlag, Rheinbach 2017, ISBN 978-3-87062-184-1).
- Das jüdische Krankenhaus in Köln. Die Geschichte des Israelitischen Asyls für Kranke und Altersschwache 1869–1945 (=Schriften des NS-Dokumentationszentrums der Stadt Köln. Band 11), Emons, Köln 2004, ISBN 3-89705-350-0.
- Das jüdische Köln. Geschichte und Gegenwart. Ein Stadtführer Emons, Köln 2012, ISBN 978-3-89705-873-6.
- Eberhard von Groote. Tagebuch 1815–1824. Erster Band: 1815 (=Publikationen der Gesellschaft für Rheinische Geschichtskunde, LXXXII/1), Droste, Düsseldorf 2015, ISBN 978-3-7700-7644-4.
- Der jüdische Friedhof Köln-Bocklemünd. Geschichte, Architektur und Biografien, Hrsg. NS-Dokumentationszentrum Köln, Emons, Köln 2016, ISBN 978-3-95451-889-0.
- Eberhard von Groote. Tagebuch 1815–1824. Zweiter Band: 1816 (=Publikationen der Gesellschaft für Rheinische Geschichtskunde, LXXXII/2), Böhlau, Köln 2020, ISBN 978-3-412-51708-3.

### Als Co-Autorin
- Zeitzeugenberichte zu: Jüdisches Schicksal in Köln 1918–1945. (=Katalog zur Ausstellung des Historischen Archivs der Stadt Köln/NS-Dokumentationszentrum 1988/89) Köln 1988.

### Als Herausgeberin
- gemeinsam mit Horst Matzerath und Harald Buhlan: Versteckte Vergangenheit. Über den Umgang mit der NS-Zeit in Köln. Aufsätze und Essays. (=Schriften des NS-Dokumentationszentrums der Stadt Köln. Band 1), Emons Verlag, Köln 1994, ISBN 3-924491-51-8.
- Köln um 1825 – ein Arzt sieht seine Stadt. Die medizinische Topographie der Stadt Köln von Dr. Bernhard Elkendorf. Edition und Kommentar. (=Publikationen des Kölnischen Stadtmuseums, Band 1), Köln 1999, ISBN 3-927396-75-3.
- gemeinsam mit Werner Jung und Martin Rüther: Nationalsozialismus und Regionalgeschichte. Festschrift für Horst Matzerath. (=Schriften des NS-Dokumentationszentrums der Stadt Köln. Band 8), Emons Verlag, Köln 2002, ISBN 3-89705-255-5.